# Puerto Armuelles
Puerto Armuelles est une ville panaméenne de la province de Chiriquí. 
Peuplée par 19 763 habitants en 2010, Puerto Armuelles est une ville côtière située sur la frontière avec le Costa Rica. Son port traite principalement du pétrole et des bananes.

## Histoire
Le 26 juin 2019 la ville a été touchée par un séisme

## Sports
L'Estadio Glorias Deportivas Baruenes, enceinte de 2 000 places, accueille les rencontres du club local de baseball du CB Chiriqui Occidente.